# Humphrey Sandwith
Humphrey Robert Sandwith (* 19. Juni 1894) war ein britischer Marineoffizier, der während des Zweiten Weltkriegs als Deputy Director Signals Division Y Service, in der Leitung des Funkabhördienstes der britischen Marine verantwortlich tätig war. Er war Chef des DSD9, einer Organisation der britischen Admiralty’s Signals Division (SD9), die die britischen Funkabhörstationen betrieb, und einer der drei britischen Teilnehmer beim legendären Geheimtreffen von Pyry.

## Leben
Sandwith trat am 15. Mai 1907 in die Royal Navy ein, wurde im Januar 1912 Midshipman (deutsch: Seekadett) auf der Temeraire, einem Schlachtschiff der britischen Home Fleet mit 18.000 t. Fünfzehn Monate später wurde er zum Lieutenant (deutsch: Kapitänleutnant) befördert, wurde ein Veteran des Ersten Weltkriegs und nach dem Krieg, im Februar 1924, als er auf der Nelson diente, zum Lieutenant Commander befördert. Zu dieser Zeit wurden seine nachrichtendienstlichen Fähigkeiten weiter geschult. Er erlernte sowohl das Flaggenalphabet als auch den Umgang mit der drahtlosen Telegrafie und wurde im Dezember 1929 zum Commander (deutsch: Fregattenkapitän) befördert. Er wurde in den folgenden Jahren zu einer anerkannten Autorität auf dem Gebiet der Funktechnik, insbesondere für Funkpeilung und Funkaufklärung.
Am 26. und 27. Juli 1939 nur fünf Wochen vor dem Ausbruch des Zweiten Weltkriegs war Sandwith einer der drei Briten, der außer Alastair Denniston und Dilly Knox beim Treffen von Pyry im Kabaty-Wald von Pyry mit französischen und polnischen Kryptoanalytikern zusammentraf, bei dem die polnischen Codeknacker des Biuro Szyfrów (deutsch: „Chiffrenbüro“) um Marian Rejewski ihr gesamtes Wissen über die deutsche Rotor-Schlüsselmaschine Enigma ihren Verbündeten preisgaben.
Während des Zweiten Weltkriegs war Sandwith zunächst Assistant Director Signals Division, kurz ADSD(Y), und ab Juli 1941 ihr Deputy Director, abgekürzt DDSD(Y). Im Jahr 1944, nun im Rang eines Captain (deutsch: Kapitän zur See), wurde er pensioniert.